# Kantoor van de Borneo Company
Het kantoor van de Borneo Company in Jakarta, Indonesië is gebouwd in 1923 en de architecten waren Eduard Cuypers en Theo Taen. De opdrachtgever was de Engelse handelsmaatschappij Borneo Company Limited.
Cuypers ontwierp een zakelijk gebouw met enkele art decoversieringen met Indische details. De gevel bevat een arcade met drie grote bogen op de begane grond. De eerste etage heeft een loggia. Door deze manier van bouwen waren de werkruimtes afgeschermd tegen zonlicht zodat het interieur koel bleef. Een door daglicht verlichte onderdoorgang liep van de voorkant naar de achterkant waar de opslag was. Deze werd gedragen door elegant gevormde jukken. De vloeren waren gemaakt van gewapend beton en ingelegd met tegels.
In 1932 sloot de Borneo Company de vestiging in Batavia, zoals Jakarta toen heette, vanwege de Crisis van de jaren 1930. Het pand bleef bestaan en werd in 1997 gerestaureerd. Momenteel doet de begane grond dienst als tentoonstellingsruimte voor de Melaka Gallery.

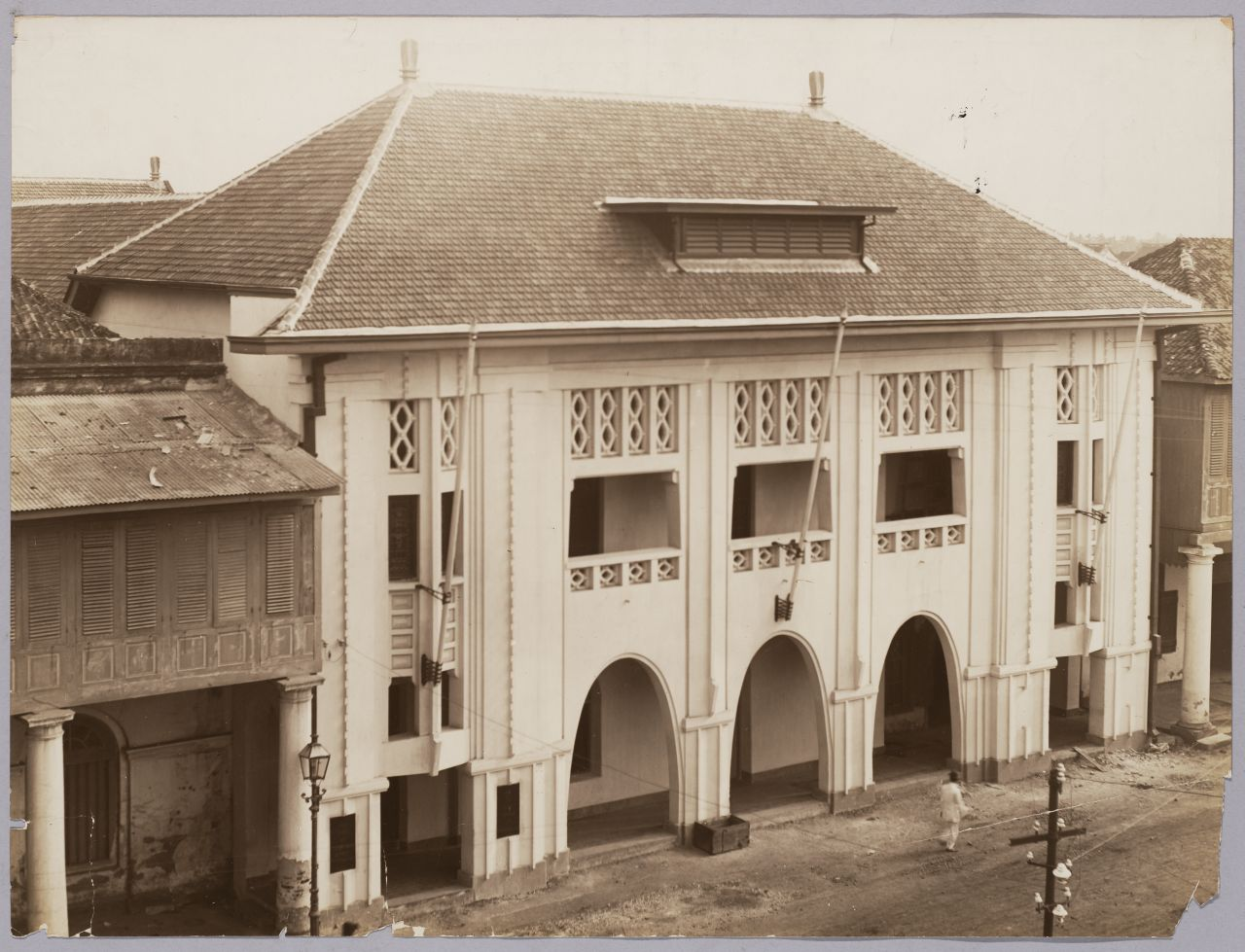
Gebouw kort na de oplevering in 1923